# الكلية الأمريكية لأمراض الروماتيزم
الكلية الأمريكية لأمراض الروماتيزم هي منظمة للأطباء والمهنيين الصحيين والعلماء الذين يقدمون الروماتزم من خلال برامج التعليم والبحث والدعوة ودعم الممارسة المتعلقة برعاية المصابين بالتهاب المفاصل وأمراض الروماتيزم واضطرابات عضلية هيكلية. 

تنظم الاجتماعات العلمية، وتنشر مجلتين طبيتين (التهاب المفاصل والروماتيزم والعناية بالتهاب المفاصل و الأبحاث)، وتروج (من خلال مؤسسة الأبحاث والتعليم) للبحث في الأمراض الروماتيزمية، بما في ذلك صياغة المعايير التشخيصية للأمراض.  قسمها، رابطة أخصائيي صحة الروماتيزم، يمثلون أخصائيي الرعاية الصحية غير الأطباء في المجال. 

## الروابط الخارجية
- Official site
- ACR Research and Education Foundation